# Yakovlev Yak-28
El Yakovlev Yak-28 (en ruso: Як-28; designación OTAN: Brewer) fue un bombardero bimotor turborreactor con ala en flecha fabricado por la oficina de diseño soviética Yakovlev entre 1959 y 1972. Aunque inicialmente fue proyectado como bombardero, también fue fabricado como avión de reconocimiento, de guerra electrónica, interceptor (Yak-28P, designación OTAN: Firebar) y avión de entrenamiento (Yak-28U, designación OTAN: Maestro). Basado en el prototipo Yakovlev Yak-129, realizó su primer vuelo el 5 de marzo de 1958, y comenzó a entrar en servicio en la Fuerza Aérea Soviética en 1960.

## Diseño y desarrollo
El Yak-28 fue visto por primera vez por Occidente en la demostración de aire Tushino en 1961. Los analistas occidentales inicialmente creían que era un avión de combate en lugar de un avión de ataque, y una continuación del Yak-25M, y fue designado "Linterna". Después de comprobar su papel real en el aire, la serie de bombarderos Yak-28 fue redesignada con el nombre clave OTAN "Brewer".
El Yak-28 tenía un gran ala de media altura, con flecha de 45 grados. El plano de cola se estableció a mitad de camino hacia la aleta vertical (con cortes para permitir el movimiento del timón). Se colocaron listones en los bordes delanteros y se montaron solapas ranuradas en los bordes posteriores de las alas. Los dos motores turborreactor Tumansky R-11, inicialmente con 57 kN (12,795 lbf) de empuje cada uno, se montaron en góndolas, similares al Yak-25 anterior . Los motores montados en el ala y el tren de aterrizaje principal del tipo de biciclo (complementados con ruedas de estabilización en carenados cerca de las puntas de las alas) estaban muy separados, lo que permitía que la mayor parte del fuselaje se usara para combustible y equipo. El avión operaba, principalmente, en régimen subsónico, aunque podía alcanzar Mach 1 a gran altura.
La producción total de todos los Yak-28 fue de 1,180.

## Historial operativo
El capitán Boris Kapustin y el teniente Yuri Yanov realizaron un acto heroico el 6 de abril de 1966 a bordo de un Yak-28. Después de que uno de los motores de su avión funcionó mal, se les ordenó desviarse para intentar un aterrizaje en la zona soviética de Alemania, pero perdieron el control de la aeronave y se desvió hacia el espacio aéreo de Berlín Oeste. La tripulación logró evitar una urbanización, pero se estrelló en el lago Stößensee sin conseguir la eyección. Se les otorgó a título póstumo la medalla de la Bandera Roja. Sus cuerpos, junto con los restos, fueron levantados del lago por buzos de la Royal Naval de Portsmouth que también recuperaron importante material de alto secreto del avión, incluidos los motores, que fueron llevados a la base Gatow de la RAF para ser inspeccionados por ésta y por ingenieros estadounidenses. El primer motor fue recuperado el 18 de abril de 1966 y el segundo una semana después; ambos motores fueron devueltos a los soviéticos el 2 de mayo de 1966. 
El Yak-28P se retiró a principios de la década de 1980, pero el entrenador y otras versiones permanecieron en servicio hasta después de la caída de la Unión Soviética, volando hasta al menos 1992. Los aviones de reconocimiento y ECM fueron finalmente reemplazados por variantes del Sukhoi Su-24.

## Variantes

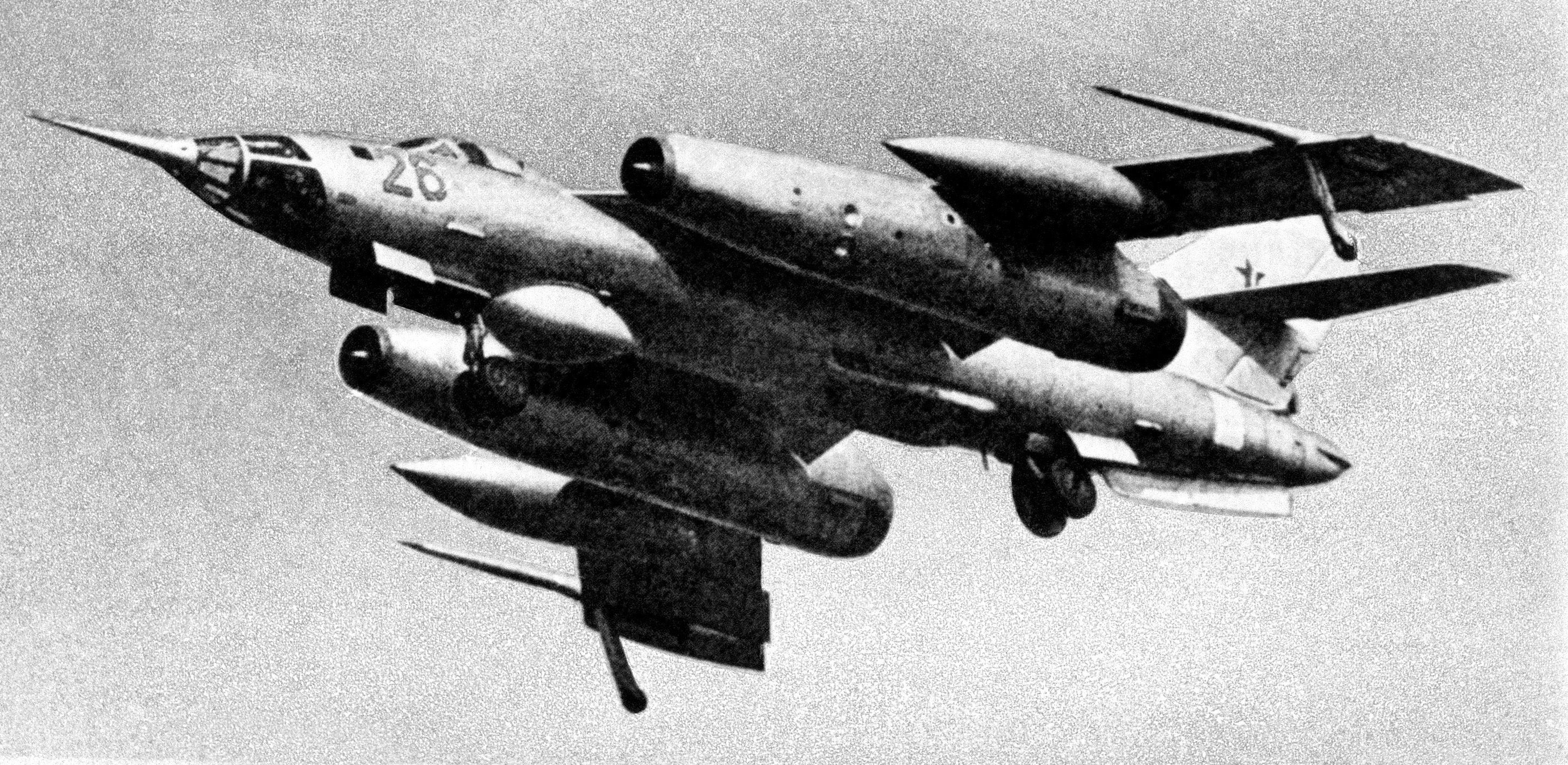
Yakovlev Yak-28I en vuelo

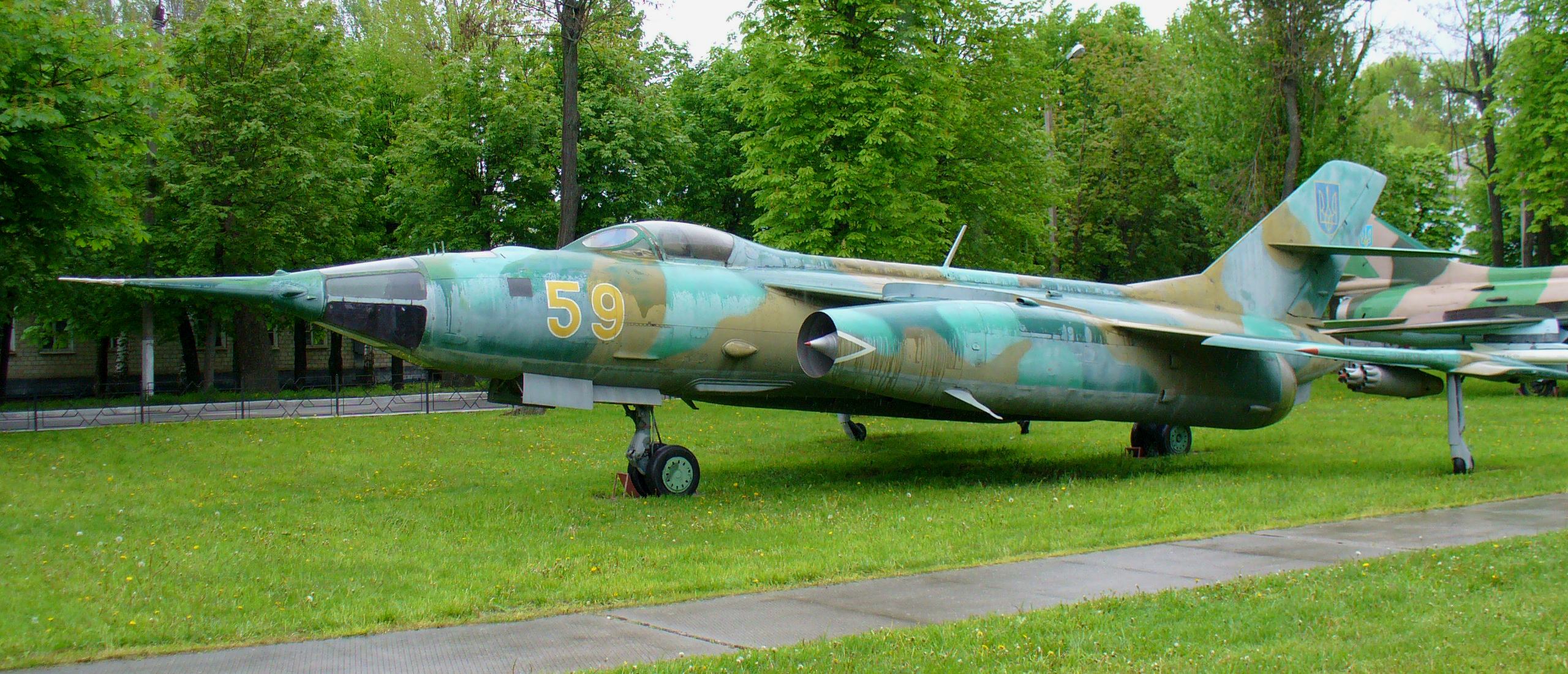
Yakovlev Yak-28PP de la Fuerza Aérea Ucraniana expuesto en un museo al aire libre

Yak-129
Primer prototipo; realizó su primer vuelo el 5 de marzo de 1958.
Yak-28
Versión inicial de bombardeo táctico, que no contaba con radar y de la cual se construyeron pocas unidades.
Yak-28B (designación OTAN: Brewer-A)
Serie producida de la versión de bombardero, equipada con radar y diversas mejoras.
Yak-28L (designación OTAN: Brewer-B)
Versión de bombardero táctico con un sistema de control de objetivos desde tierra usando un sistema de triangulación.
Yak-28I (designación OTAN: Brewer-C)
Versión de bombardero táctico con radar mejorado.
Yak-28UVP
Un Yak-28 modificado para realizar despegues y aterrizajes STOL con técnicas JATO y paracaídas de frenado.
Yak-28R (designación OTAN: Brewer-D)

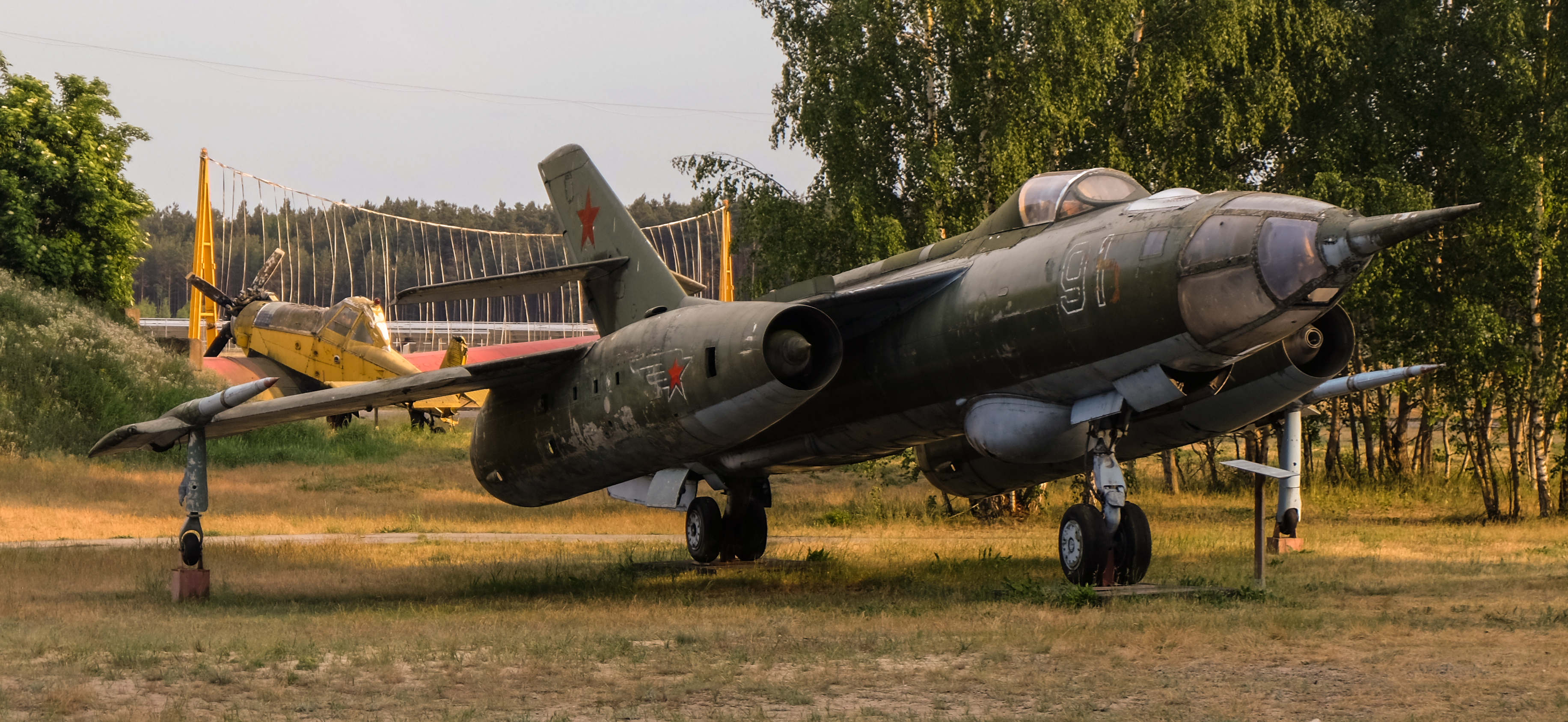
Yak-28R

Versión de reconocimiento aéreo.
Yak-28SR
Primer uso de esta denominación. Versión para guerra química.
Yak-28SR
Segundo uso de esta denominación. Versión de reconocimiento aéreo equipado con radar SPS-141 o SPS-143. Producción muy limitada.
Yak-28TARK
Versión equipada con sistema de reconocimiento televisado para enviar en tiempo real imágenes a la base.
Yak-28PP (designación OTAN: Brewer-E)
Versión de guerra electrónica.
Yak-28U (designación OTAN: Maestro)
Versión de entrenamiento que contaba con una cabina extendida para dar cabida al instructor de vuelo.
Yak-28P (designación OTAN: Firebar)
Versión de interceptación desarrollada en 1965.

## Operadores
Rusia
- Fuerza Aérea Rusa

 Turkmenistán
- Fuerza Aérea Turkmenistana

 Ucrania
- Fuerza Aérea Ucraniana

 Unión Soviética
- Fuerza Aérea Soviética
- Defensa Antiaérea Soviética

## Especificaciones (Yak-28P)

### Características generales
- Tripulación: Uno (piloto)
- Longitud: 21,60 m
- Envergadura: 12,50 m
- Altura: 3,95 m
- Superficie alar: 37,60 m²
- Peso vacío: 9970 kg
- Peso cargado: 15 000 kg
- Peso máximo al despegue: 20 000 kg
- Planta motriz: 2× turborreactor Tumansky R-11.
  - Empuje normal: 46 kN 13 670 lbf de empuje cada uno.

### Rendimiento
- Velocidad máxima operativa (Vno): 1840 km/h 1142 mph
- Alcance: 2500 km 1550 millas
- Techo de vuelo: 16 750 m (54 954 pies)
- Carga alar: 531 kg/m² (108,6 lb/ft²)
- Empuje/peso: 0,62

### Armamento
- Misiles: 

  - 2x R-98M; en ocasiones un R-98TM y un R-98RM
  - 2x K-13A

### Aeronaves similares
- Douglas A-3 Skywarrior
- Douglas B-66 Destroyer
- McDonnell F-101 Voodoo
- Sud Aviation Vautour
- Blackburn Buccaneer
- Avro Canada CF-105 Arrow

### Secuencias de designación
- Bombarderos de Yakovlev: Yak-2 • Yak-4 • Yak-6 •  Yak-28
- Aviones de caza de Yakovlev: Yak-1 • Yak-3 • Yak-7 • Yak-9 • Yak-15 • Yak-17 • Yak-23 • Yak-25 • Yak-28 • Yak-38